# Солобоєвське сільське поселення
Солобо́євське сільське поселення (рос. Солобоевское сельское поселение) — муніципальне утворення у складі Ісетського району Тюменської області, Росія.
Адміністративний центр — село Солобоєво.

## Населення
Населення — 2112 осіб (2020; 2135 у 2018, 2224 у 2010, 2285 у 2002).

## Склад
До складу поселення входять такі населені пункти:
| Населений пункт     | Населення, осіб (2002) | Населення, осіб (2010) |
| ------------------- | ---------------------- | ---------------------- |
| Ботники, присілок   | 161                    | 148                    |
| Красногорське, село | 240                    | 251                    |
| Малиші, присілок    | 233                    | 207                    |
| Солобоєво, село     | 1204                   | 1204                   |
| Станичне, село      | 447                    | 414                    |